# Pikmin (serie de jocuri)

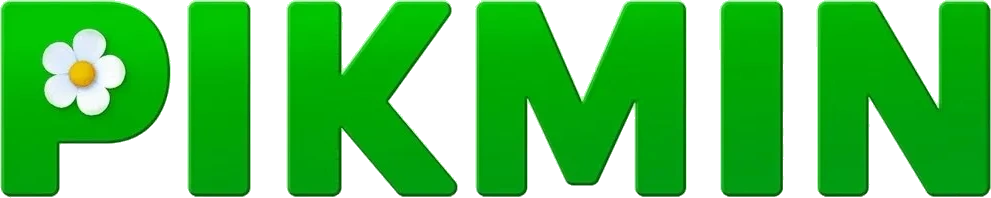
Pikmin logo

Pikmin este o franciză media controlată de Nintendo și creată de Shigeru Miyamoto în anul 2001 (va sărbători cea de-a 20-ea aniversare pe 26 octombrie 2021). Pikmin este  o serie de jocuri de strategie, în care personajul principal, Captain Olimar, conduce o armată de creaturi asemănătoare unor flori, numite Pikmin, pentru a aduna componente pentru Dolphin, nava sa spațială. În Pikmin 2, Olimar este însoțit de către Louie, personaj ce poate fi folosit pentru a comanda un al doilea grup de Pikmin-i.  În Pikmin 3, un joc pentru consola WII U, Alph, Brittney și Captain Charlie sunt personajele principale. Și în acest joc apar Olimar și Louie. Pikmin 4, un joc pentru Nintendo Switch, s-a lansat in 2023                                       

## Jocuri video
Seria de jocuri video Pikmin este una dintre cele mai populare francize de strategie de la Nintendo. Captain Olimar și Pikmin-ii au apărut sub formă de luptători în multe jocuri din seria Super Smash Bros. .
Informații
Numele lui Olimar și cel al lui Louie sunt bazate pe numele cunoscutelor personaje Mario și Luigi, din seria Mario. Planeta pe care are loc acțiunea jocului este plină de gunoaie, peisajul fiind inspirat de grădinile creatorului jocurilor, Shigeru Miyamoto. Iar planeta Hocotate, de pe care vin cei doi astronauți, poartă numele străzii pe care se află sediul Nintendo, în Kyoto, Japonia.
Lista jocurilor
| Titlu                      | Sistem            | An lansare | Japonia | Statele Unite ale Americii | Uniunea Europeană |
| -------------------------- | ----------------- | ---------- | ------- | -------------------------- | ----------------- |
| Pikmin                     | Nintendo GameCube | 2001       | DA      | DA                         | DA                |
| Pikmin 2                   | Nintendo GameCube | 2004       | DA      | DA                         | DA                |
| New Play Control! Pikmin   | Wii               | 2009       | DA      | DA                         | DA                |
| New Play Control! Pikmin 2 | Wii               | 2009       | DA      | DA                         | DA                |
| Pikmin 3                   | Wii U             | 2013       | DA      | DA                         | DA                |
| Hey! Pikmin                | Nintendo 3DS      | 2017       | DA      | DA                         | DA                |
| Pikmin 3 Deluxe            | Nintendo Switch   | 2020       | DA      | DA                         | DA                |
| Pikmin 4                   | Nintendo Switch   | 2023       | DA      | DA                         | DA                |

Funcționarea jocurilor
În jocurile Pikmin, scopul este de a explora planeta pe care s-au prăbușit personajele. Personajele trebuie să scoată Pikmin-ii din pământ, pentru a-i putea folosi. Pikmin pot fi aruncați spre inamici ori fructe (în acest caz ei vor colecta fructele) sau spre grupuri de obiecte cum ar fi țigle, pentru a construi poduri cu acestea.
Hey! Pikmin este singurul joc din serie care are loc în 2D, toate celelalte fiind în 3D.